# Фангхенель, Юрген
Ю́рген Фангхе́нель (нем. Jürgen Fanghänel; род. 1 августа 1951, Лимбах-Оберфрона, Саксония) — немецкий боксёр тяжёлой весовой категории, выступал за сборную ГДР в начале 1970-х — середине 1980-х годов. Бронзовый призёр летних Олимпийских игр в Москве, обладатель серебряной и бронзовой медалей чемпионата мира, дважды вице-чемпион Европы, победитель многих международных турниров и национальных первенств. Также известен как тренер по боксу.

## Биография
Юрген Фангхенель родился 1 августа 1951 года в городе Лимбах-Оберфрона, федеральная земля Саксония. Активно заниматься боксом начал в раннем детстве, проходил подготовку в спортивном клубе «Карл-Маркс-Штадт» в Хемнице. В 1972 году в тяжёлом весе впервые выиграл первенство ГДР и благодаря череде удачных выступлений удостоился права защищать честь страны на летних Олимпийских играх в Мюнхене, планировал побороться здесь за медали, но уже во втором матче на турнире со счётом 0:5 проиграл румыну Иону Алексе. Год спустя дебютировал на чемпионате Европы, уступив в первом же матче представителю ФРГ Петеру Хуссингу.
В 1975 году Фангхенель ездил на европейское первенство в Катовице и вновь вернулся ни с чем — в четвертьфинале потерпел поражение от советского боксёра Виктора Ульянича. На Олимпиаде 1976 года в Монреале выступил ещё хуже предыдущего раза, был выбит из борьбы уже на стартовом этапе Виктором Ивановым из СССР. Несмотря на серию неудач, Фангхенель остался в национальной сборной и в следующем сезоне завоевал серебряную медаль на чемпионате Европы в Галле, а ещё через год привёз бронзу с чемпионата мира в Белграде. В 1979 году немец вновь представлял свою страну на европейском первенстве, соревнования в Кёльне завершились для него бронзовой наградой.
На Олимпийских играх 1980 года в Москве, на третьей Олимпиаде в своей карьере, Фангхенель всё-таки добыл медаль — выиграл бронзу, после того как в полуфинале со счётом 0:5 уступил советскому боксёру Петру Заеву. Получив бронзовую олимпийскую медаль, оставался в основном составе национальной сборной в течение двух лет, по-прежнему принимая участие в крупнейших международных турнирах. Так, в 1981 году был на чемпионате Европы в Тампере, в первом тяжёлом весе завоевал серебряную медаль — в решающем матче не сумел одолеть Александра Ягубкина. Год спустя в финале чемпионата мира в Мюнхене вновь встретился с Ягубкиным и вновь проиграл ему единогласным решением судей. Вскоре после этих соревнований Юрген Фангхенель принял решение завершить карьеру спортсмена и покинул сборную. После окончания спортивной карьеры работал тренером-инструктором в спортивном молодёжном центре в Гельзенкирхене.